# Lijst van Japanse ministers van Onderwijs

## Ministers van Onderwijs van Japan (1948–heden)
| Minister van Onderwijs 学大臣                                                  | Minister van Onderwijs 学大臣                                                  | Minister van Onderwijs 学大臣                                                  | Ambtstermijn                             | Ambtstermijn      | Partij(en)                 | Premier(s)                    | Kabinet(en)     |
| ------------------------------------------------------------------------------ | ------------------------------------------------------------------------------ | ------------------------------------------------------------------------------ | ---------------------------------------- | ----------------- | -------------------------- | ----------------------------- | --------------- |
|                                                                                | Yasumaro Shimojo                                                               | Yasumaro Shimojo 下条康麿 (1886–1966)                                          | 19 oktober 1948                          | 16 februari 1949  | DLP                        | Shigeru Yoshida (1948–1954)   | Yoshida II      |
|                                                                                | Sotaro Takase                                                                  | Sotaro Takase 高瀬荘太郎 (1892–1965)                                           | 16 februari 1949                         | 28 juni 1950      | DLP                        | Shigeru Yoshida (1948–1954)   | Yoshida III     |
|                                                                                | Teisuke Amano                                                                  | Teisuke Amano 天野貞祐 (1884–1980)                                             | 28 juni 1950                             | 12 augustus 1952  | O                          | Shigeru Yoshida (1948–1954)   | Yoshida III     |
|                                                                                | Sotaro Takase                                                                  | Sotaro Takase 岡野清豪 (1890–1981)                                             | 12 augustus 1952                         | 20 mei 1953       | DLP                        | Shigeru Yoshida (1948–1954)   | Yoshida III     |
| DLP                                                                            | Sotaro Takase                                                                  | Sotaro Takase 岡野清豪 (1890–1981)                                             | 12 augustus 1952                         | 20 mei 1953       | Yoshida IV                 | Shigeru Yoshida (1948–1954)   |                 |
|                                                                                | Shigeo Odachi                                                                  | Shigeo Odachi 大達茂雄 (1892–1955)                                             | 20 mei 1953                              | 10 december 1954  | DLP                        | Shigeru Yoshida (1948–1954)   | Yoshida V       |
|                                                                                | Masazumi Ando                                                                  | Masazumi Ando 安藤正純 (1876–1955)                                             | 10 december 1954                         | 20 maart 1955     | JDP                        | Ichiro Hatoyama (1954–1956)   | I. Hatoyama I   |
|                                                                                | Kenzo Matsumura                                                                | Kenzo Matsumura 松村謙三 (1883–1971)                                           | 20 maart 1955                            | 22 november 1955  | JDP                        | Ichiro Hatoyama (1954–1956)   | I. Hatoyama II  |
|                                                                                | Ichiro Kiyose                                                                  | Ichiro Kiyose 清瀬一郎 (1884–1967)                                             | 22 november 1955                         | 23 december 1956  | LDP                        | Ichiro Hatoyama (1954–1956)   | I. Hatoyama III |
|                                                                                | Hirokichi Nadao                                                                | Hirokichi Nadao 灘尾弘吉 (1899–1994)                                           | 23 december 1956                         | 10 juli 1957      | LDP                        | Tanzan Ishibashi (1956–1957)  | Ishibashi       |
| Nobusuke Kishi (1957–1960)                                                     | Hirokichi Nadao                                                                | Hirokichi Nadao 灘尾弘吉 (1899–1994)                                           | 23 december 1956                         | 10 juli 1957      | LDP                        | Kishi I                       |                 |
| Nobusuke Kishi (1957–1960)                                                     |                                                                                | Matsunaga Azuma                                                                | Matsunaga Azuma 松永東 (1887–1968)       | 10 juli 1957      | 12 juni 1958               | Kishi I                       | LDP             |
| Nobusuke Kishi (1957–1960)                                                     |                                                                                | Hirokichi Nadao                                                                | Hirokichi Nadao 灘尾弘吉 (1899–1994)     | 12 juni 1958      | 31 december 1958           | LDP                           | Kishi II        |
| Nobusuke Kishi (1957–1960)                                                     |                                                                                | Ryugo Hashimoto                                                                | Ryugo Hashimoto 橋本龍伍 (1906–1962)     | 31 december 1958  | 18 juni 1959               | LDP                           | Kishi II        |
| Nobusuke Kishi (1957–1960)                                                     |                                                                                | Takechiyo Matsuda                                                              | Takechiyo Matsuda 松田竹千代 (1888–1980) | 18 juni 1959      | 19 juli 1960               | LDP                           | Kishi II        |
|                                                                                | Masuo Araki                                                                    | Masuo Araki 荒木万寿夫 (1901–1973)                                             | 19 juli 1960                             | 18 juli 1963      | LDP                        | Hayato Ikeda (1960–1964)      | Ikeda I         |
| Ikeda II                                                                       | Masuo Araki                                                                    | Masuo Araki 荒木万寿夫 (1901–1973)                                             | 19 juli 1960                             | 18 juli 1963      | LDP                        | Hayato Ikeda (1960–1964)      |                 |
|                                                                                | Hirokichi Nadao                                                                | Hirokichi Nadao 灘尾弘吉 (1899–1994)                                           | 18 juli 1963                             | 18 juli 1964      | LDP                        | Hayato Ikeda (1960–1964)      |                 |
| LDP                                                                            | Hirokichi Nadao                                                                | Hirokichi Nadao 灘尾弘吉 (1899–1994)                                           | 18 juli 1963                             | 18 juli 1964      | Ikeda III                  | Hayato Ikeda (1960–1964)      |                 |
|                                                                                | Kiichi Aichi                                                                   | Kiichi Aichi 愛知揆一 (1907–1973)                                              | 18 juli 1964                             | 3 juni 1965       | Ikeda III                  | Hayato Ikeda (1960–1964)      | LDP             |
| LDP                                                                            | Kiichi Aichi                                                                   | Kiichi Aichi 愛知揆一 (1907–1973)                                              | 18 juli 1964                             | 3 juni 1965       | Eisaku Sato (1964–1972)    | Sato I                        |                 |
|                                                                                | Umekichi Nakamura                                                              | Umekichi Nakamura 中村梅吉 (1901–1984)                                         | 3 juni 1965                              | 1 augustus 1966   | Eisaku Sato (1964–1972)    | Sato I                        | LDP             |
|                                                                                | Kiichi Arita                                                                   | Kiichi Arita 有田喜一 (1901–1986)                                              | 1 augustus 1966                          | 3 december 1966   | Eisaku Sato (1964–1972)    | Sato I                        | LDP             |
|                                                                                | Toshihiro Kennoki                                                              | Toshihiro Kennoki 剱木亨弘 (1901–1992)                                         | 3 december 1966                          | 25 november 1967  | Eisaku Sato (1964–1972)    | Sato I                        | LDP             |
| LDP                                                                            | Toshihiro Kennoki                                                              | Toshihiro Kennoki 剱木亨弘 (1901–1992)                                         | 3 december 1966                          | 25 november 1967  | Eisaku Sato (1964–1972)    | Sato II                       |                 |
|                                                                                | Hirokichi Nadao                                                                | Hirokichi Nadao 灘尾弘吉 (1899–1994)                                           | 25 november 1967                         | 30 november 1968  | Eisaku Sato (1964–1972)    | Sato II                       | LDP             |
|                                                                                | Michio Watanabe                                                                | Michio Watanabe 坂田道太 (1916–2004)                                           | 30 november 1968                         | 5 juli 1971       | Eisaku Sato (1964–1972)    | Sato II                       | LDP             |
| LDP                                                                            | Michio Watanabe                                                                | Michio Watanabe 坂田道太 (1916–2004)                                           | 30 november 1968                         | 5 juli 1971       | Eisaku Sato (1964–1972)    | Sato II                       |                 |
|                                                                                | Saburo Takami                                                                  | Saburo Takami 高見三郎 (1904–1978)                                             | 5 juli 1971                              | 7 juli 1972       | Eisaku Sato (1964–1972)    | Sato II                       | LDP             |
|                                                                                | Osamu Inaba                                                                    | Osamu Inaba 稲葉修 (1909–1992)                                                 | 7 juli 1972                              | 22 december 1972  | LDP                        | Kakuei Tanaka (1974–1974)     | K. Tanaka I     |
|                                                                                | Seisuke Okuno                                                                  | Seisuke Okuno 奥野誠亮 (1913–2016)                                             | 22 december 1972                         | 11 november 1974  | LDP                        | Kakuei Tanaka (1974–1974)     | K. Tanaka II    |
|                                                                                | Asao Mihara                                                                    | Asao Mihara 三原朝雄 (1909–2001)                                               | 11 november 1974                         | 9 december 1974   | LDP                        | Kakuei Tanaka (1974–1974)     | K. Tanaka II    |
|                                                                                | Michio Nagai                                                                   | Michio Nagai 永井道雄 (1923–2000)                                              | 9 december 1974                          | 24 december 1976  | O                          | Takeo Miki (1974–1976)        | Miki            |
|                                                                                | Toshiki Kaifu                                                                  | Toshiki Kaifu 海部俊樹 (1931–2022)                                             | 24 december 1976                         | 28 november 1977  | LDP                        | Takeo Fukuda (1976–1978)      | T. Fukuda       |
|                                                                                | Soenada Shigetami                                                              | Soenada Shigetami 砂田重民 (1917–1990)                                         | 28 november 1977                         | 7 december 1978   | LDP                        | Takeo Fukuda (1976–1978)      | T. Fukuda       |
|                                                                                | Takazaburo Naito                                                               | Takazaburo Naito 内藤誉三郎 (1912–1986)                                        | 7 december 1978                          | 10 november 1979  | LDP                        | Masayoshi Ohira (1978–1980)   | Ohira I         |
|                                                                                | Senichi Tanigaki                                                               | Senichi Tanigaki 谷垣専一 (1912–1983)                                          | 10 november 1979                         | 17 juli 1980      | LDP                        | Masayoshi Ohira (1978–1980)   | Ohira II        |
|                                                                                | Tatsuo Tanaka                                                                  | Tatsuo Tanaka 田中龍夫 (1910–1998)                                             | 17 juli 1980                             | 30 november 1981  | LDP                        | Zenko Suzuki (1980–1980)      | Suzuki          |
|                                                                                | Heiji Ogawa                                                                    | Heiji Ogawa 小川平二 (1910–1993)                                               | 30 november 1981                         | 27 november 1982  | LDP                        | Zenko Suzuki (1980–1980)      | Suzuki          |
|                                                                                | Mitsuo Setoyama                                                                | Mitsuo Setoyama 瀬戸山三男 (1904–1997)                                         | 27 november 1982                         | 27 december 1983  | LDP                        | Yasuhiro Nakasone (1983–1987) | Nakasone I      |
|                                                                                | Yoshiro Mori                                                                   | Yoshiro Mori 森喜朗 (1937)                                                     | 27 december 1983                         | 1 november 1984   | LDP                        | Yasuhiro Nakasone (1983–1987) | Nakasone II     |
|                                                                                | Hikaru Matsunaga                                                               | Hikaru Matsunaga 松永光 (1928)                                                 | 1 november 1984                          | 28 december 1985  | LDP                        | Yasuhiro Nakasone (1983–1987) | Nakasone II     |
|                                                                                | Toshiki Kaifu                                                                  | Toshiki Kaifu 海部俊樹 (1931–2022)                                             | 28 december 1985                         | 22 juli 1986      | LDP                        | Yasuhiro Nakasone (1983–1987) | Nakasone II     |
|                                                                                | Masayuki Fujio                                                                 | Masayuki Fujio 藤尾正行 (1917–2006)                                            | 22 juli 1986                             | 9 september 1986  | LDP                        | Yasuhiro Nakasone (1983–1987) | Nakasone III    |
|                                                                                | Masajuro Shiokawa                                                              | Masajuro Shiokawa 塩川正十郎 (1921–2015)                                       | 9 september 1986                         | 6 november 1987   | LDP                        | Yasuhiro Nakasone (1983–1987) | Nakasone III    |
|                                                                                | Gentaro Nakashima                                                              | Gentaro Nakashima 中島源太郎 (1929–1992)                                       | 6 november 1987                          | 28 december 1988  | LDP                        | Noboru Takeshita (1987–1989)  | Takeshita       |
|                                                                                | Takeo Nishioka                                                                 | Takeo Nishioka 西岡武夫 (1936–2011)                                            | 28 december 1988                         | 10 augustus 1989  | LDP                        | Noboru Takeshita (1987–1989)  | Takeshita       |
| LDP                                                                            | Takeo Nishioka                                                                 | Takeo Nishioka 西岡武夫 (1936–2011)                                            | 28 december 1988                         | 10 augustus 1989  | Sosuke Uno (1989)          | Uno                           |                 |
|                                                                                | Kazuya Ishibashi                                                               | Kazuya Ishibashi 石橋一弥 (1922–1999)                                          | 10 augustus 1989                         | 28 februari 1990  | LDP                        | Toshiki Kaifu (1989–1991)     | Kaifu I         |
|                                                                                | Kousuke Hori                                                                   | Kousuke Hori 保利耕輔 (1934)                                                   | 28 februari 1990                         | 30 december 1990  | LDP                        | Toshiki Kaifu (1989–1991)     | Kaifu II        |
|                                                                                | Yutaka Inoue                                                                   | Yutaka Inoue 井上裕 (1927–2008)                                                | 30 december 1990                         | 5 november 1991   | LDP                        | Toshiki Kaifu (1989–1991)     | Kaifu II        |
|                                                                                | Kunio Hatoyama                                                                 | Kunio Hatoyama 鳩山邦夫 (1948–2016)                                            | 5 november 1991                          | 12 december 1992  | LDP                        | Kiichi Miyazawa (1991–1993)   | Miyazawa        |
|                                                                                | Mayumi Moriyama                                                                | Mayumi Moriyama 森山眞弓 (1927–2021)                                           | 12 december 1992                         | 9 augustus 1993   | LDP                        | Kiichi Miyazawa (1991–1993)   | Miyazawa        |
|                                                                                | Ryoko Akamatsu                                                                 | Ryoko Akamatsu 赤松良子 (1929–2024)                                            | 9 augustus 1993                          | 30 juni 1994      | O                          | Morihiro Hosokawa (1993–1994) | Hosokawa        |
| Tsutomu Hata (1994)                                                            | Ryoko Akamatsu                                                                 | Ryoko Akamatsu 赤松良子 (1929–2024)                                            | 9 augustus 1993                          | 30 juni 1994      | O                          | Hata                          |                 |
|                                                                                | Kaoru Yosano                                                                   | Kaoru Yosano 与謝野馨 (1938–2017)                                              | 30 juni 1994                             | 8 augustus 1995   | LDP                        | Tomiichi Murayama (1994–1996) | Murayama        |
|                                                                                | Yoshinobu Shimamura                                                            | Yoshinobu Shimamura 島村宜伸 (1934)                                            | 8 augustus 1995                          | 11 januari 1996   | LDP                        | Tomiichi Murayama (1994–1996) | Murayama        |
|                                                                                | Toyama Atsuko                                                                  | Mikio Okuda 奥田幹生 (1928–2018)                                               | 11 januari 1996                          | 6 november 1996   | LDP                        | Ryutaro Hashimoto (1996–1998) | Hashimoto I     |
|                                                                                | Takashi Kosugi                                                                 | Takashi Kosugi 小杉隆 (1935)                                                   | 6 november 1996                          | 11 september 1997 | LDP                        | Ryutaro Hashimoto (1996–1998) | Hashimoto II    |
|                                                                                | Nobutaka Machimura                                                             | Nobutaka Machimura 町村信孝 (1944–2015)                                        | 11 september 1997                        | 30 juli 1998      | LDP                        | Ryutaro Hashimoto (1996–1998) | Hashimoto II    |
|                                                                                | Akito Arima                                                                    | Akito Arima 有馬朗人 (1930–2020)                                               | 30 juli 1998                             | 5 oktober 1999    | LDP                        | Keizo Obuchi (1998–2000)      | Obuchi          |
|                                                                                | Hirofumi Nakasone                                                              | Hirofumi Nakasone 中曽根弘文 (1945)                                            | 5 oktober 1999                           | 5 juli 2000       | LDP                        | Keizo Obuchi (1998–2000)      | Obuchi          |
| LDP                                                                            | Hirofumi Nakasone                                                              | Hirofumi Nakasone 中曽根弘文 (1945)                                            | 5 oktober 1999                           | 5 juli 2000       | Yoshiro Mori (2000–2001)   | Mori I                        |                 |
|                                                                                | Tadamori Oshima                                                                | Tadamori Oshima 大島理森 (1946)                                                | 5 juli 2000                              | 5 december 2000   | Yoshiro Mori (2000–2001)   | LDP                           | Mori II         |
|                                                                                | Nobutaka Machimura                                                             | Nobutaka Machimura 町村信孝 (1944–2015)                                        | 5 december 2000                          | 26 april 2001     | Yoshiro Mori (2000–2001)   | LDP                           | Mori II         |
| Minister van Onderwijs, Cultuur, Sport, Wetenschap en Technologie 文部科学大臣 | Minister van Onderwijs, Cultuur, Sport, Wetenschap en Technologie 文部科学大臣 | Minister van Onderwijs, Cultuur, Sport, Wetenschap en Technologie 文部科学大臣 | Ambtstermijn                             | Ambtstermijn      | Partij(en)                 | Premier(s)                    | Kabinet(en)     |
|                                                                                | Toyama Atsuko                                                                  | Toyama Atsuko 遠山敦子 (1938)                                                  | 26 april 2001                            | 22 september 2003 | O                          | Junichiro Koizumi (2001–2006) | Koizumi I       |
|                                                                                | Takeo Kawamura                                                                 | Takeo Kawamura 河村建夫 (1942)                                                 | 22 september 2003                        | 27 september 2004 | LDP                        | Junichiro Koizumi (2001–2006) | Koizumi I       |
| LDP                                                                            | Takeo Kawamura                                                                 | Takeo Kawamura 河村建夫 (1942)                                                 | 22 september 2003                        | 27 september 2004 | Koizumi II                 | Junichiro Koizumi (2001–2006) |                 |
|                                                                                | Nariaki Nakayama                                                               | Nariaki Nakayama 中山成彬 (1943)                                               | 27 september 2004                        | 31 oktober 2005   | Koizumi II                 | Junichiro Koizumi (2001–2006) | LDP             |
| LDP                                                                            | Nariaki Nakayama                                                               | Nariaki Nakayama 中山成彬 (1943)                                               | 27 september 2004                        | 31 oktober 2005   | Koizumi III                | Junichiro Koizumi (2001–2006) |                 |
|                                                                                | Kenji Kosaka                                                                   | Kenji Kosaka 小坂憲次 (1946–2016)                                              | 31 oktober 2005                          | 26 september 2006 | Koizumi III                | Junichiro Koizumi (2001–2006) | LDP             |
|                                                                                | Bunmei Ibuki                                                                   | Bunmei Ibuki 伊吹文明 (1938)                                                   | 26 september 2006                        | 26 september 2007 | LDP                        | Shinzo Abe (2006–2007)        | Abe I           |
|                                                                                | Kisaburo Tokai                                                                 | Kisaburo Tokai 渡海紀三朗 (1948)                                               | 26 september 2007                        | 1 augustus 2008   | LDP                        | Yasuo Fukuda (2007–2008)      | Y. Fukuda       |
|                                                                                | Tsuneo Suzuki                                                                  | Tsuneo Suzuki 鈴木恒夫 (1941)                                                  | 1 augustus 2008                          | 24 september 2008 | LDP                        | Yasuo Fukuda (2007–2008)      | Y. Fukuda       |
|                                                                                | Ryu Shionoya                                                                   | Ryu Shionoya 塩谷立 (1950)                                                     | 24 september 2008                        | 16 september 2009 | LDP                        | Taro Aso (2008–2009)          | Aso             |
|                                                                                | Tatsuo Kawabata                                                                | Tatsuo Kawabata 川端達夫 (1945)                                                | 16 september 2009                        | 17 september 2010 | DP                         | Yukio Hatoyama (2009–2010)    | Y. Hatoyama     |
| Naoto Kan (2010–2011)                                                          | Tatsuo Kawabata                                                                | Tatsuo Kawabata 川端達夫 (1945)                                                | 16 september 2009                        | 17 september 2010 | DP                         | Kan                           |                 |
| Naoto Kan (2010–2011)                                                          |                                                                                | Yoshiaki Takaki                                                                | Yoshiaki Takaki 高木義明 (1945)          | 17 september 2010 | 1 september 2011           | Kan                           | DP              |
|                                                                                | Masaharu Nakagawa                                                              | Masaharu Nakagawa 中川正春 (1950)                                              | 1 september 2011                         | 12 januari 2012   | DP                         | Yoshihiko Noda (2011–2012)    | Noda            |
|                                                                                | Hirofumi Hirano                                                                | Hirofumi Hirano 平野博文 (1949)                                                | 12 januari 2012                          | 1 oktober 2012    | DP                         | Yoshihiko Noda (2011–2012)    | Noda            |
|                                                                                | Makiko Tanaka                                                                  | Makiko Tanaka 田中眞紀子 (1944)                                                | 1 oktober 2012                           | 26 december 2012  | DP                         | Yoshihiko Noda (2011–2012)    | Noda            |
|                                                                                | Hakubun Shimomura                                                              | Hakubun Shimomura 下村博文 (1954)                                              | 26 december 2012                         | 7 oktober 2015    | LDP                        | Shinzo Abe (2012–2020)        | Abe II          |
| Abe III                                                                        | Hakubun Shimomura                                                              | Hakubun Shimomura 下村博文 (1954)                                              | 26 december 2012                         | 7 oktober 2015    | LDP                        | Shinzo Abe (2012–2020)        |                 |
|                                                                                | Hiroshi Hase                                                                   | Hiroshi Hase 馳浩 (1961)                                                       | 7 oktober 2015                           | 3 augustus 2016   | LDP                        | Shinzo Abe (2012–2020)        |                 |
|                                                                                | Hirokazu Matsuno                                                               | Hirokazu Matsuno 松野博一 (1962)                                               | 3 augustus 2016                          | 3 augustus 2017   | LDP                        | Shinzo Abe (2012–2020)        |                 |
|                                                                                | Yoshimasa Hayashi                                                              | Yoshimasa Hayashi 林芳正 (1961)                                                | 3 augustus 2017                          | 1 oktober 2018    | LDP                        | Shinzo Abe (2012–2020)        |                 |
| LDP                                                                            | Yoshimasa Hayashi                                                              | Yoshimasa Hayashi 林芳正 (1961)                                                | 3 augustus 2017                          | 1 oktober 2018    | Abe IV                     | Shinzo Abe (2012–2020)        |                 |
|                                                                                | Masahiko Shibayama                                                             | Masahiko Shibayama 柴山昌彦 (1965)                                             | 1 oktober 2018                           | 11 september 2019 | Abe IV                     | Shinzo Abe (2012–2020)        | LDP             |
|                                                                                | Koichi Hagiuda                                                                 | Koichi Hagiuda 萩生田光一 (1963)                                               | 11 september 2019                        | 4 oktober 2021    | Abe IV                     | Shinzo Abe (2012–2020)        | LDP             |
| LDP                                                                            | Koichi Hagiuda                                                                 | Koichi Hagiuda 萩生田光一 (1963)                                               | 11 september 2019                        | 4 oktober 2021    | Yoshihide Suga (2020–2021) | Suga                          |                 |
|                                                                                | Shinsuke Suematsu                                                              | Shinsuke Suematsu 末松信介 (1955)                                              | 4 oktober 2021                           | 10 augustus 2022  | LDP                        | Fumio Kishida (2021–heden)    | Kishida I       |
| Kishida II                                                                     | Shinsuke Suematsu                                                              | Shinsuke Suematsu 末松信介 (1955)                                              | 4 oktober 2021                           | 10 augustus 2022  | LDP                        | Fumio Kishida (2021–heden)    |                 |
|                                                                                | Keiko Nagaoka                                                                  | Keiko Nagaoka 永岡桂子 (1953)                                                  | 10 augustus 2022                         | 13 september 2023 | LDP                        | Fumio Kishida (2021–heden)    |                 |
|                                                                                | Masahito Moriyama                                                              | Masahito Moriyama 盛山正仁 (1953)                                              | 13 september 2023                        | heden             | LDP                        | Fumio Kishida (2021–heden)    |                 |